# Wolfgang van Anhalt
Wolfgang (Köthen, 1 augustus 1492 - Zerbst, 23 maart 1566) was van 1508 tot zijn aftreden in 1562 vorst van Anhalt-Köthen. Hij was de laatste vorst van de oudere linie Anhalt-Köthen, een tak van de dynastie der Ascaniërs. Wolfgang was een van de eerste Duitse vorsten die zich tot het lutheranisme bekeerde.

## Biografie
Wolfgang was de enige overlevende zoon van Waldemar VI van Anhalt-Köthen en Margaretha van Schwarzburg-Sondershausen. In 1508 volgde hij zijn vader op als vorst van Anhalt-Köthen. Hij trad in dienst van de Saksische keurvorst Frederik de Wijze. Als vertegenwoordiger van keurvorst Frederik was hij in 1520 aanwezig bij de kroning van keizer Karel V in Aken. Op de Rijksdag van Worms in 1521 leerde hij Maarten Luther kennen, en mogelijk bekeerde hij zich toen al in het geheim tot het protestantisme. In 1525 maakte hij zijn bekering openbaar. 
De invoering van de reformatie in Anhalt-Köthen verliep stapsgewijs. De eerste stad waar de nieuwe godsdienst werd doorgevoerd was de hoofdstad Bernburg in 1526. Köthen volgde in 1528. Het klooster in Ballenstedt was in 1525 tijdens de Duitse Boerenoorlog geplunderd, en de abt had de bezittingen van het klooster aan Wolfgang overgedragen. De vorst seculariseerde het klooster. In Harzgerode, dat tot 1535 verpand was aan de graven van Stolberg-Wernigerode, werd de lutherse leer in 1533 doorgevoerd.
Ook in de rijkspolitiek ondersteunde Wolfgang het protestantisme. In 1526 sloot hij zich aan bij het verbond van Torgau en op de Rijksdag van Spiers in 1529 was Wolfgang een van de zes vorsten die protesteerden tegen het verbod op verdere verbreiding van het lutheranisme. Later is de naam "protestanten" hiervan afgeleid. De Confessio Augustana, de eerste officiële geloofsbelijdenis van het lutheranisme, werd mede door Wolfgang ondertekend. In 1531 sloot de vorst zich aan bij het Schmalkaldisch Verbond, een militair bondgenootschap van protestantse vorsten en steden. Wolfgang was op 18 februari 1546 aanwezig toen Maarten Luther in Eisleben overleed. Vervolgens begeleidde hij de stoet die het lichaam van de kerkhervormer naar Wittenberg bracht, waar het in de Slotkerk begraven zou worden.
In 1546 brak de Schmalkaldische Oorlog uit tussen keizer Karel V en het Schmalkadische Verbond. De bond leed een vernietigende nederlaag in de Slag bij Mühlberg. Als lid van de bond werd Wolfgang door de keizer in de rijksban gedaan wegens landvredebreuk. Hij vluchtte naar de Harz en zijn vorstendom werd door keizerlijke troepen bezet. In 1552, na het sluiten van de Vrede van Passau, kreeg hij zijn gebieden weer terug.
In 1562 trad Wolfgang af en droeg hij zijn vorstendom over aan zijn achterneven Joachim Ernst en Bernhard VII van Anhalt-Zerbst, die daardoor heel Anhalt onder hun heerschappij verenigden. 
Wolfgang stierf ongehuwd en kinderloos.